# Jacques Pellen
Jacques Pellen, (Brest, 1957 en Brest - Ibid.; 21 de abril de 2020) fue un guitarrista de jazz francés.

## Carrera
Pellen trabajó con muchos músicos a lo largo de los años, como Peter Gritz, Kenny Wheeler, Bruno Nevez, Henri Texier, Riccardo Del Fra y el violinista Didier Lockwood.[cita requerida]

## Muerte
Fue ingresado en marzo de 2020 a causa de una infección por coronavirus. Falleció tres semanas después, el 21 de abril, en el hospital de Brest a causa de la COVID-19 a los sesenta y tres años.